# 稲荷寿司
| 関東風の俵型と関西風の三角型 |  | 関東風の俵型と関西風の三角型 |
| 関東風の俵型と関西風の三角型 |  |                              |

稲荷寿司（いなりずし）は、甘辛く煮た油揚げの中に、酢飯を詰めた寿司の一種。「お稲荷さん」「お稲荷」「いなり」などとも呼ばれる。

## 概要

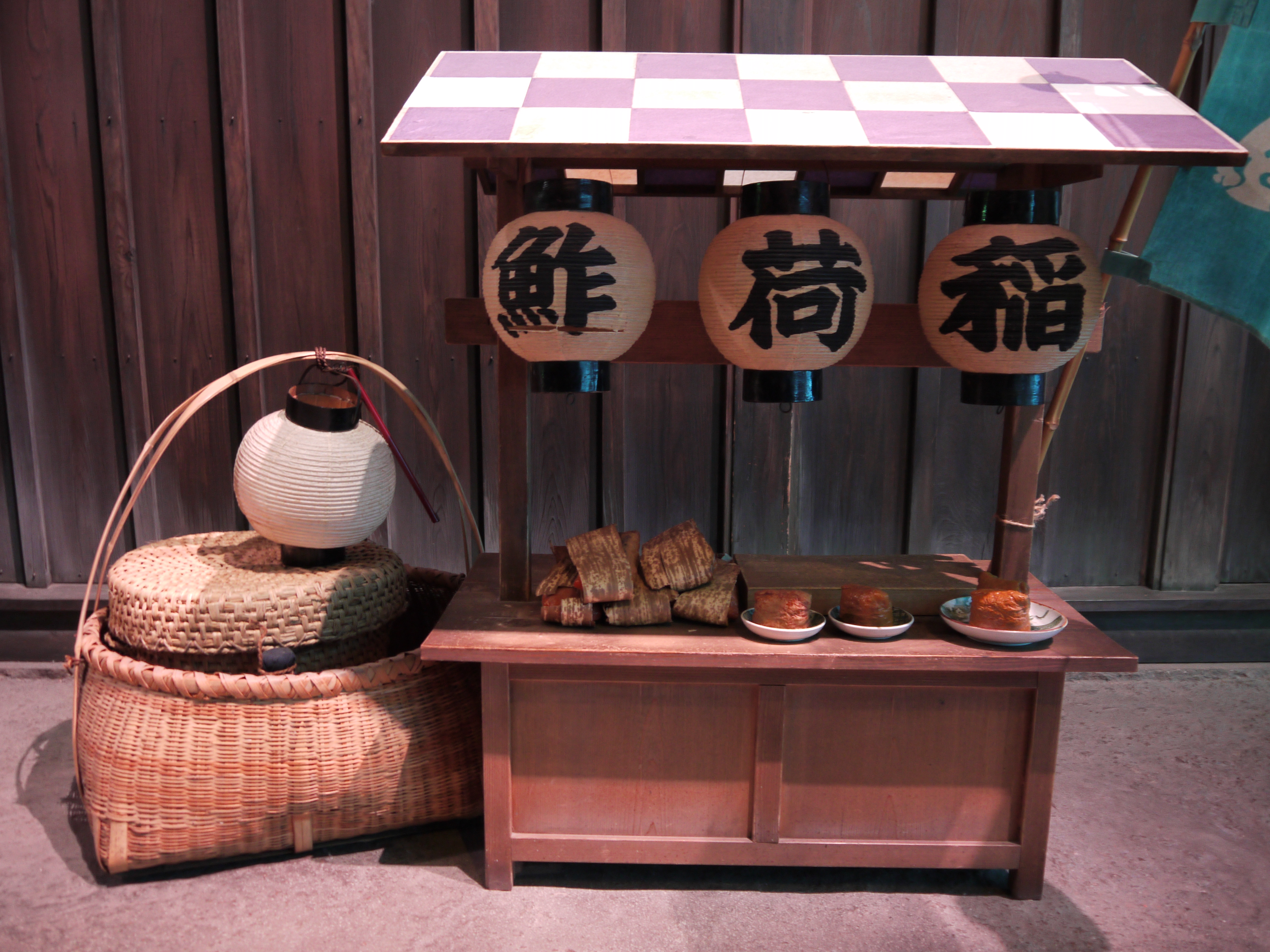
江戸時代後期の稲荷寿司屋台（深川江戸資料館）

袋状に開いた油揚げを甘くあるいは甘辛く煮付け、寿司飯をそのまま、あるいはニンジンやシイタケなどの具材を煮込んで混ぜた寿司飯を詰める一種の印籠寿司である。稲荷神社の稲荷神（五穀を司る宇迦之御魂神・倉稲魂命を参照）は商売繁盛と共に豊作の神様であり、米を使用した俵型の稲荷寿司につながる。一般的には米俵を模した俵型（円筒に近い直方体）に仕上げる。
味がしっかり油揚げに染み込むようにひっくり返し煮込み、ひっくり返したまま中身を詰めるもの、油揚げの表面を炙ったもの、三角油揚げを用いて三角形に仕上げるものなど、地域によって異なる（後述）。
いわゆる高級な寿司屋ではあまり見られないが、回転寿司を含む庶民的な店やテイクアウト専門の寿司屋では人気の安価な食べ物である。商店街などにある総菜店やスーパー、コンビニエンスストアでも定番商品となっており、家庭でも調理できるので、行楽の弁当などにも用いられる。

## 歴史
稲荷寿司に関する最古の史料として江戸時代末期に書かれた『守貞謾稿』があり、
と記載されている。
『天言筆記』（明治成立）には飯や豆腐ガラ（オカラ）などを詰めてワサビ醤油で食べるとあり、「はなはだ下直（げじき-値段が安いこと）」ともある。『近世商売尽狂歌合』（1852年（嘉永5年））の挿絵には、今日ではみられない細長い稲荷ずしを、切り売りする屋台の様子が描かれている。
本来、稲荷神は狐ではないが、江戸時代に俗信で同化された。これにより、稲荷神の神使である狐の好物が油揚げであるという言い伝えから、「稲荷寿司」の名がついたともされている。

## 各地の稲荷寿司

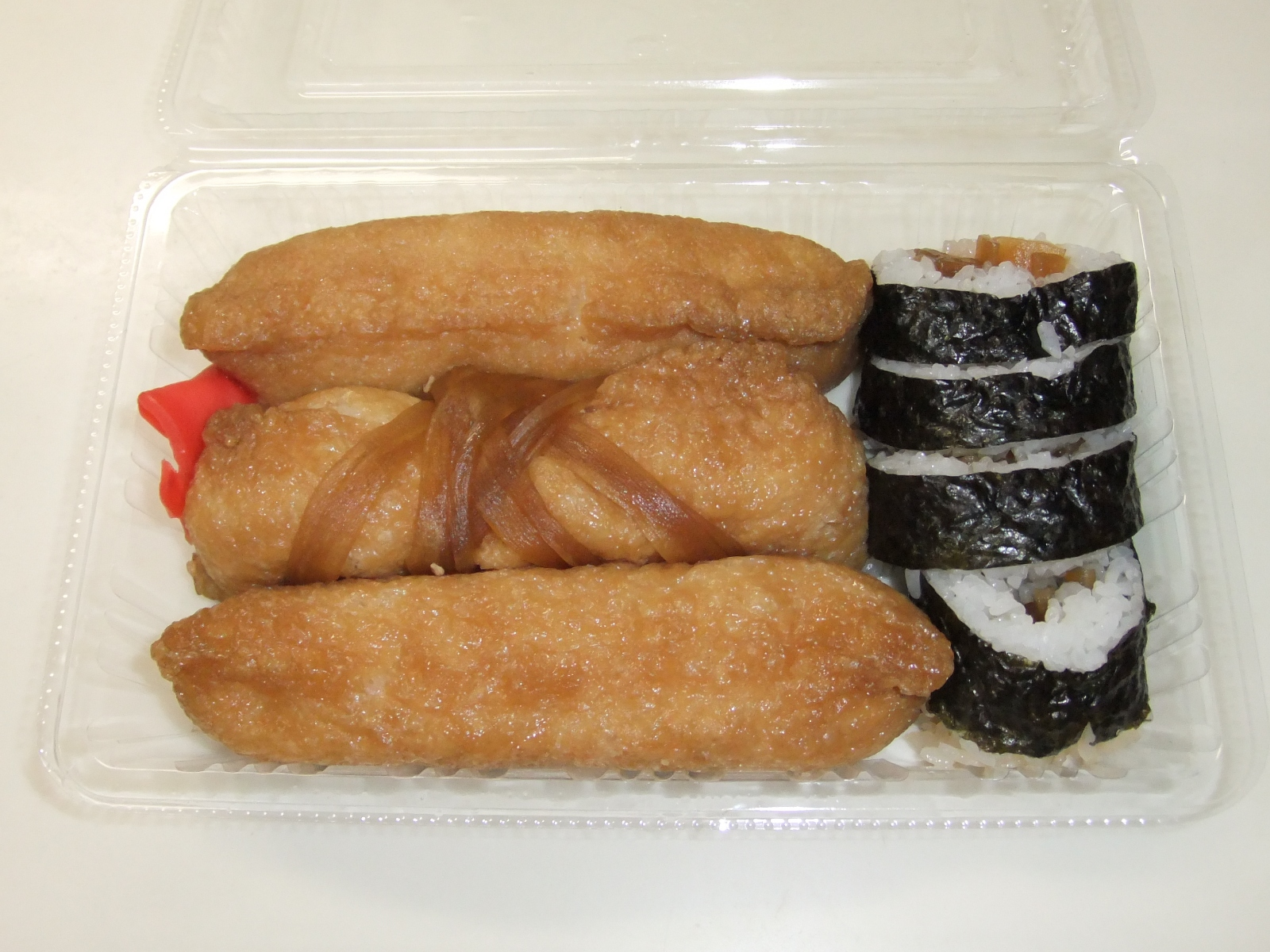
妻沼の稲荷寿司

稲荷寿司の別称には、上記の『守貞謾稿』にも記載がある「しのだ寿司」（葛の葉も参照）、きつね (麺類)と同様に油揚げを用いることから「きつね寿司」、狐の鳴き声の擬音語から「こんこん寿司」、単に「揚寿司（あげずし）」などがある。また、昆布巻きのようにかんぴょうで結んだタイプもある。
青森県津軽地方
酢飯に紅ショウガとクルミを入れる。酢飯は紅ショウガにより全体がピンクに色付けされている。
埼玉県熊谷市妻沼地区
この地区の稲荷寿司（聖天寿司など）は、通常の倍ほどの長さである。江戸時代頃より伝承されている料理として、文化庁の100年フード・伝統の100年フード部門の一つに認定されている。
茨城県笠間市
日本三大稲荷の一つである笠間稲荷神社の門前町では、油揚げの皮に蕎麦を詰めたり、寿司飯にクルミで味付けしたりした独特の稲荷寿司が販売されている。
長野県松本地方
油揚げが裏返しで辛子をきかせた「からしいなり」がある（油揚げの裏返しは「からしいなり」と通常の稲荷寿司を区別する意味もある）。
関東
伝統的には揚げを色濃く煮染めて使用するが、色の薄い揚げの場合もある。
関西
五目稲荷ともいわれ、酢飯のみで作ることは稀で、通常は椎茸や人参、ゴマなどの具材が入る。関東の俵型に対し油揚げを対角線に切った三角形に作るのも特徴である。
沖縄
沖縄県には、味付けしない油揚げに酢飯を詰めただけのシンプルな稲荷寿司が存在する。うるま市の丸一食品が発祥とされるが、現在では模倣店が多数存在するほか「沖縄風いなり」という名称で惣菜店やスーパーマーケット、コンビニエンスストア等でも販売されている。
日本国外
ハワイなど、かつて多くの日本人が移民した土地でもポピュラーな食品となっている。また、台湾や韓国、ミクロネシアの島々にも日本統治時代に広まり、台湾では豆皮壽司、韓国ではユブチョバプ（油揚げ寿司）と呼ばれる。また、北朝鮮においては在日朝鮮人の帰還事業で渡った人々が普及させ、現在はトゥブパプ（豆腐ご飯）として大衆食のひとつになっている。

## 関連

### 助六寿司

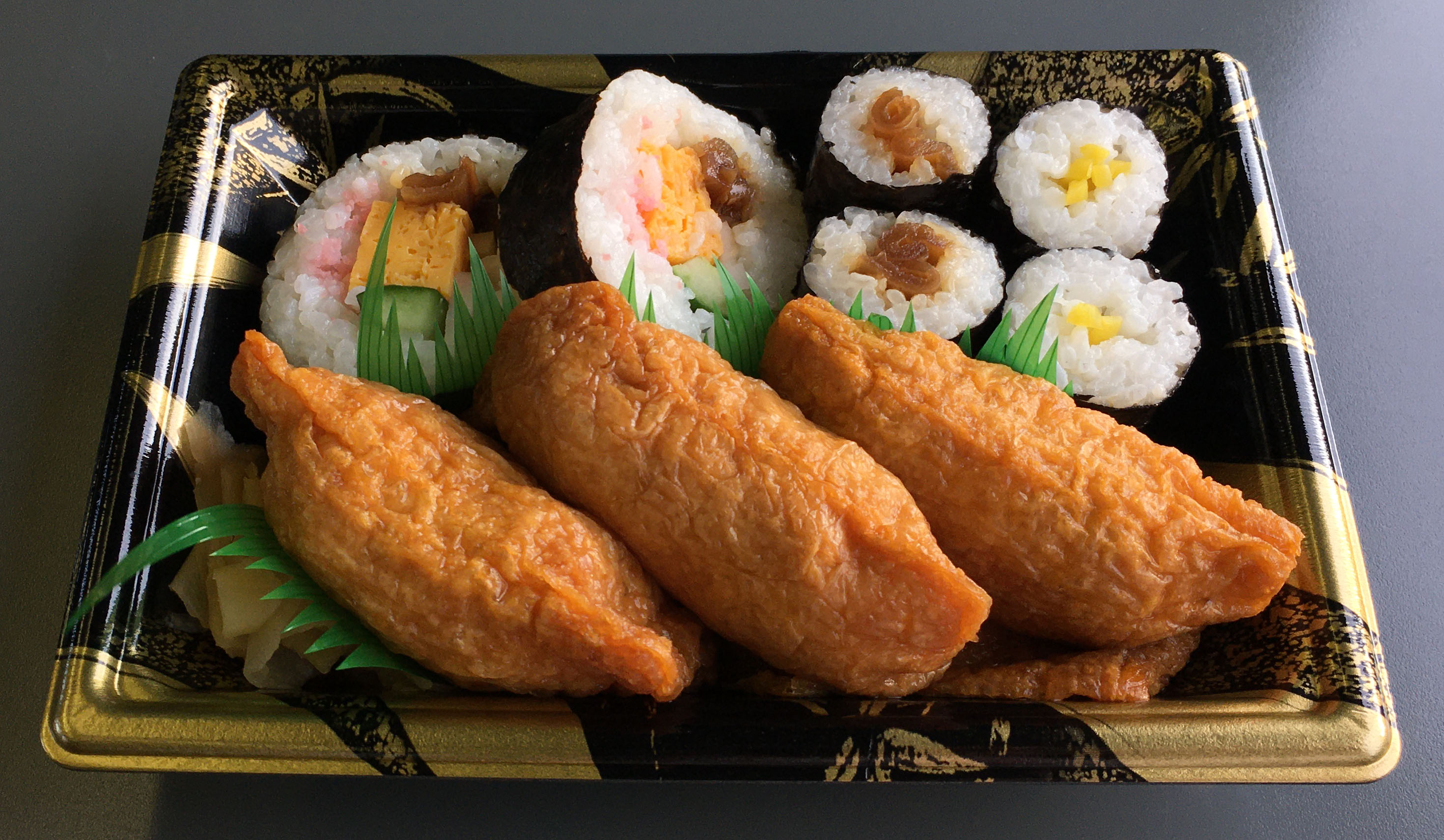
助六寿司

稲荷寿司と巻き寿司を組み合わせた折り詰めは助六寿司と呼ばれる。歌舞伎十八番「助六由縁江戸桜」の主人公・助六の恋人である吉原の花魁・揚巻から、助六の公演を熱田で終えた四代目助高屋高助が差し入れの油揚げと巻き寿司のセットを助六と称し、後援者から広まったとされている。

### セットメニュー
蕎麦やうどんとセットにしたメニューが、立ち食いそば・うどん店などにある。

### 蕎麦稲荷
中身を寿司飯の代わりに蕎麦としたものを「蕎麦稲荷」という（魚介類や米飯を使わないため厳密には「寿司」ではない）。茨城県の笠間が発祥とされる。